# Vändra
Vändra è una cittadina dell'Estonia meridionale, nella contea di Pärnumaa. Il territorio comunale, amministrativamente comune rurale, corrisponde interamente a quello della cittadina (in estone alev), formando un alevvald, mentre il contado dipende dal rispettivo comune rurale (in estone vald).